# Rolf Åkesson
Rolf Bertil Darling Åkesson, född 28 augusti 1943 i Malmö, död där 13 augusti 2013, var en svensk målare och tecknare.
Han var son till produktionschefen Kjell Åkesson och Greta Kjellbom och gift första gången 1965 med Gunlög Torborg Jonson. Åkesson var med några undantag autodidakt som konstnär och han studerade visuell kommunikation vid Hochschule für Gestaltung i Ulm 1966–1967. Han medverkade i Liljevalchs Stockholmssalonger några gånger på 1960-talet och i samlingsutställningar arrangerade av Skånes konstförening. Separat ställde han ut på Lilla konstsalongen i Malmö. Hans konst består av teckningar, collage samt målningar med varierande motiv. Åkesson är gravsatt i minneslunden på Gamla kyrkogården i Malmö.  

### Fotnoter
1. ↑  Sveriges dödbok 1901–2013